# Stadion Sparty Lubliniec
Stadion Sparty Lubliniec – wielofunkcyjny stadion w Lublińcu, w Polsce. Obiekt może pomieścić 2200 widzów. Swoje spotkania rozgrywają na nim piłkarze klubu Sparta Lubliniec. W 1978 roku stadion był jedną z aren 31. Turnieju Juniorów UEFA. W ramach turnieju na stadionie rozegrano jedno spotkanie fazy grupowej, 7 maja przy 6000 widzów Związek Radziecki pokonał Norwegię 4:0. W 1984 roku obiekt gościł także mecz juniorskich reprezentacji Polski i Rumunii.